# Craig Smith
Craig Smith, född 5 september 1989, är en amerikansk professionell ishockeyforward som spelar för Chicago Blackhawks i National Hockey League (NHL).
Han har tidigare spelat för Nashville Predators, Boston Bruins, Washington Capitals och Dallas Stars i NHL; Kalevan Pallo i Liiga; Milwaukee Admirals i American Hockey League (AHL); Wisconsin Badgers i National Collegiate Athletic Association (NCAA) samt Waterloo Black Hawks i United States Hockey League (USHL).
Smith draftades av Nashville Predators i fjärde rundan i 2009 års draft som 98:e spelare totalt.

## Statistik
| 2004–2005   | La Follette Lancers  |             | 20  | 16  | 24  | 40  | —   | —  | — | —  | —  | —  |
| 2005–2006   | La Follette Lancers  |             | 20  | 35  | 26  | 61  | —   | —  | — | —  | —  | —  |
| 2006–2007   | Waterloo Black Hawks | USHL        | 45  | 8   | 10  | 18  | 28  | 4  | 0 | 1  | 1  | 8  |
| 2007–2008   | Waterloo Black Hawks | USHL        | 58  | 13  | 10  | 23  | 90  | 11 | 2 | 3  | 5  | 8  |
| 2008–2009   | Waterloo Black Hawks | USHL        | 54  | 28  | 48  | 76  | 108 | 3  | 1 | 3  | 4  | 26 |
| 2009–2010   | Wisconsin Badgers    | NCAA        | 41  | 8   | 25  | 33  | 72  | —  | — | —  | —  | —  |
| 2010–2011   | Wisconsin Badgers    | NCAA        | 41  | 19  | 24  | 43  | 87  | —  | — | —  | —  | —  |
| 2011–2012   | Nashville Predators  | NHL         | 72  | 14  | 22  | 36  | 30  | 2  | 0 | 1  | 1  | 0  |
| 2012–2013   | Nashville Predators  | NHL         | 44  | 4   | 8   | 12  | 20  | —  | — | —  | —  | —  |
|             | Kalevan Pallo        | Liiga       | 8   | 4   | 4   | 8   | 20  | —  | — | —  | —  | —  |
|             | Milwaukee Admirals   | AHL         | 4   | 1   | 4   | 5   | 0   | —  | — | —  | —  | —  |
| 2013–2014   | Nashville Predators  | NHL         | 79  | 24  | 28  | 52  | 22  | —  | — | —  | —  | —  |
| 2014–2015   | Nashville Predators  | NHL         | 82  | 23  | 21  | 44  | 44  | 6  | 2 | 3  | 5  | 0  |
| 2015–2016   | Nashville Predators  | NHL         | 82  | 21  | 16  | 37  | 40  | 11 | 1 | 1  | 2  | 4  |
| 2016–2017   | Nashville Predators  | NHL         | 78  | 12  | 17  | 29  | 30  | 10 | 1 | 2  | 3  | 2  |
| 2017–2018   | Nashville Predators  | NHL         | 79  | 25  | 26  | 51  | 24  | 13 | 2 | 2  | 4  | 2  |
| 2018–2019   | Nashville Predators  | NHL         | 76  | 21  | 17  | 38  | 20  | 6  | 1 | 0  | 1  | 2  |
| 2019–2020   | Nashville Predators  | NHL         | 69  | 18  | 13  | 31  | 34  | 4  | 0 | 0  | 0  | 2  |
| 2020–2021   | Boston Bruins        | NHL         | 54  | 13  | 19  | 32  | 18  | 10 | 2 | 3  | 5  | 4  |
| 2021–2022   | Boston Bruins        | NHL         | 74  | 16  | 20  | 36  | 28  | 7  | 0 | 0  | 0  | 2  |
| 2022–2023   | Boston Bruins        | NHL         | 42  | 4   | 6   | 10  | 14  | —  | — | —  | —  | —  |
|             | Washington Capitals  | NHL         | 22  | 5   | 1   | 6   | 4   | —  | — | —  | —  | —  |
| 2023–2024   | Dallas Stars         | NHL         | 75  | 11  | 9   | 20  | 33  | 14 | 0 | 2  | 2  | 2  |
| 2024–2025   | Chicago Blackhawks   | NHL         | 30  | 6   | 5   | 11  | 24  | —  | — | —  | —  | —  |
| NHL totalt  | NHL totalt           | NHL totalt  | 958 | 217 | 228 | 445 | 385 | 83 | 9 | 14 | 23 | 20 |
| NCAA totalt | NCAA totalt          | NCAA totalt | 82  | 27  | 49  | 76  | 159 | —  | — | —  | —  | —  |
| USHL totalt | USHL totalt          | USHL totalt | 157 | 49  | 68  | 117 | 226 | 18 | 3 | 7  | 10 | 42 |

### Internationellt
| Källa: Uppdaterad: 2023-01-07 | Källa: Uppdaterad: 2023-01-07 | Källa: Uppdaterad: 2023-01-07 |         | Utv = Utvisningsminuter | Utv = Utvisningsminuter | Utv = Utvisningsminuter | Utv = Utvisningsminuter | Utv = Utvisningsminuter |
| År                            | Lag                           | Mästerskap                    | Matcher | Mål                     | Assists                 | Poäng                   | Utv                     |                         |
| ----------------------------- | ----------------------------- | ----------------------------- | ------- | ----------------------- | ----------------------- | ----------------------- | ----------------------- | ----------------------- |
| 2011                          | USA                           | VM                            | 7       | 3                       | 3                       | 6                       | 4                       |                         |
| 2012                          | USA                           | VM                            | 4       | 0                       | 2                       | 2                       | 2                       |                         |
| 2013                          | USA                           | VM                            | 10      | 4                       | 10                      | 14                      | 18                      |                         |
| 2014                          | USA                           | VM                            | 8       | 3                       | 5                       | 8                       | 10                      |                         |
| Senior totalt                 | Senior totalt                 | Senior totalt                 | 29      | 10                      | 20                      | 30                      | 34                      |                         |